# 滇糙叶树
滇糙叶树（学名：Aphananthe cuspidata）为榆科糙叶树属的植物。分布于越南、斯里兰卡、印度尼西亚、印度、锡金、菲律宾、马来西亚、缅甸以及中国大陆的海南、广东、云南等地，生长于海拔100米至1,800米的地区，多生于山坡混交林中，目前尚未由人工引种栽培。

## 异名
- Gironniera cuspidata (Bl.) Kurz